# His2Go
His2Go ist ein 2020 gegründeter Geschichtspodcast der beiden Podcaster David Jokerst und Victor Söll. Die Folgen erscheinen wöchentlich und behandeln historische Themen in allgemeinverständlicher Form.

## Podcast
David und Victor entwickelten 2019 die Idee, einen Podcast zu starten, der komplexe historische Ereignisse kompakt und unterhaltsam vermittelt. Am 9. Januar 2020 erschien die erste Folge von ‘‘His2Go’’. Zusätzlich zu den regulären Episoden veröffentlichen die beiden auch Sonderfolgen, darunter Interviews sowie „Quiz2Go“-Episoden, in denen eine dritte Person den beiden Hosts Fragen zu ihrem eigenen Podcast stellt, die sie dann beantworten müssen.
Der Podcast widmet sich verschiedenen Epochen und Themen der Geschichte, die durchschnittlich in 60-minütigen Folgen erzählt werden. Ziel ist es, historische Zusammenhänge anschaulich darzustellen und einem breiten Publikum zugänglich zu machen. Die Moderation der einzelnen Episoden übernehmen abwechselnd David und Victor und greifen dabei auf ihre akademische Ausbildung in Geschichte zurück.
‘‘His2Go’’ hat (Stand 2025) über 80.000 Abonnenten auf Spotify, mehr als 11.000 Bewertungen mit einem Durchschnitt von 4,9 Sternen und 195 veröffentlichte Episoden. Der Podcast wird als GbR betrieben.
Zu den Besonderheiten zählt eine Crossover-Folge mit dem Podcast ‘‘Tatort Geschichte’’. Im Jahr 2020 traten David und Victor zudem erstmals live im Radio auf. Für das Jahr 2025 sind zudem mehrere Live-Shows in Deutschland geplant.

## Rezeption
His2Go wurde in mehreren Artikeln und Online-Magazinen vorgestellt: Kritiker heben hervor, dass die Folgen durch ihren klaren Aufbau und die kompakte Dauer auch für Hörerinnen und Hörer ohne Vorwissen geeignet sind.